# Aughton (East Riding of Yorkshire)
Aughton – wieś w Anglii, w hrabstwie East Riding of Yorkshire. Leży 41 km na zachód od miasta Hull i 265 km na północ od Londynu.